# Salvador Compán
Salvador Compán Vázquez (Úbeda, Jaén, noviembre de 1949) es un escritor español.

## Biografía
Nace en Úbeda (Jaén) donde transcurre su infancia y su adolescencia mientras estudia el bachillerato en el colegio de los salesianos y lo completa con el curso de preuniversitario en el instituto San Juan de la Cruz. Hijo de un médico oriundo de Almería, su familia se traslada a esa ciudad en 1966, el mismo año en el que comienza sus estudios de Filología Románica en la Universidad de Granada. En 1971, obtiene su primer trabajo como profesor de Lengua y Literatura en el instituto Bernardino de Escalante de Laredo donde enseñará durante cinco cursos. Después de ganar la oposición a profesor Agregado, impartirá docencia durante un curso en el instituto Santa María, en la ciudad de Ibiza, y, durante los tres años siguientes, como profesor en comisión de servicios en el IBAD, dará clases de Lengua, cultura y literatura españolas en Bélgica. Es este un trabajo que atiende a hijos de emigrantes en estudios de Bachillerato y de convalidación de los estudios belgas, por lo que las clases vienen a cubrir desde Bruselas a las principales ciudades de aquel país. Esto le permite el contacto con la emigración, colaborar en revistas propias de ese ámbito y participar en no pocos actos relacionados con la cultura española destinados a emigrantes. Desde el curso 1981-1982, trabajará en el instituto San Isidoro de Sevilla, época en la que obtendrá la cátedra y donde acabará su carrera docente en 2011.
Su concepción de la enseñanza la ha entendido siempre como una primaria necesidad social y como una herramienta imprescindible para transformarla en un sentido crítico y activo. Por ello, desde que comenzó a trabajar como enseñante, ha extendido sus clases a más allá del aula con el montaje de numerosas obras de teatro, revistas de centro y todo tipo de actividades relacionadas con la literatura y el entorno sociopolítico.
Su actividad profesional y vital ha girado, y sigue haciéndolo, en torno a la literatura tanto en sus aspectos creativos como teóricos. Aunque hay una tendencia, irredenta en él, hacia la pintura y el dibujo que practica con el placer exento que solo conocen los que se dedican a cualquier corriente de las artes plásticas.

## Obra literaria
Concibe la creación literaria como un encuentro con las emociones y el conocimiento donde el cómo se dicen las cosas, la forma, tira de las ideas y sensaciones para formar nuevos significados, articular el eje temático y completar ese mundo, complejo y autónomo, que es la novela. Escribir, ha repetido en varias ocasiones, no es repetir sino descubrir.
Si hay algún tema común en sus novelas es el tema del deseo, entendido como un punto de insatisfacción que moviliza la acción llevando a sus personajes a actuar para encontrar aquello de lo que carecen. Como si el deseo fuera, más que un resorte, un principio de inconformismo y de la consiguiente búsqueda de un estado de equilibrio o de justicia que pone en marcha la novela y la va haciendo entre contradicciones. Por ello, hay en su narrativa un continuo trasfondo de inquietud donde la ética —personal o social—, la duda o la incertidumbre de las elecciones, determinan el proceso narrativo y lo conducen hacia desenlaces en los que el principio ético aparece solo como una opción que el lector debe decidir.
Por otra parte, hay una tendencia en sus novelas a incorporar elementos históricos que conviven con los ficcionales, así como a una reflexión metaliteraria en el sentido de que la historia avanza mientras se reflexiona sobre el modo de construirla.

### Relatos breves
Aparte de primerizos poemas, sus comienzos literarios están unidos a la escritura de cuentos que, con perspectiva temporal, vendrán a representar una larga preparación para la elaboración de sus novelas. A partir del primer relato premiado, Jiménez, el Espeso, Premio Pluma de Oro del Ateneo de Málaga (1970), irá obteniendo una serie de galardones en este género que quedarán reunidos cuando la mayoría de ellos figuren en Cuídate de los poemas de amor (Almuzara, 2007), único volumen de relatos que ha publicado hasta ahora.

### Novelas
Hasta el presente ha publicado las siguientes novelas:
- El Guadalquivir no llega hasta el mar, Premio Jaén de novela 1989 (La General, 1990). Esta novela cuenta un viaje de un grupo de anarquistas armados que recorren el valle del Guadalquivir en 1874, con el fin de levantar partidas por toda Andalucía y llegar hasta Sevilla donde proclamarían en la noche de San Juan un nuevo gobierno libertario.
- Madrugada (Crónica de espejos), Premio Gabriel y Galán (Editora Junta de Extremadura, 1996). Con fondo de la Semana Santa de Sevilla, un expolicía santanderino, obsesionado con la chica a quien cree la culpable de la muerte de su hijo, viaja a la ciudad del sur para cobrarse la venganza.
- Un trozo de jardín, II Premio Ciudad de Badajoz y Premio Andalucía de la Crítica a la mejor novela de autor andaluz, (Algaida, 1999). En un trampantojo de un carmen del Albaicín queda el testimonio del enigmático amor entre Ángel Ganivet y Casta Cabezas. La restauración del trampantojo no solo irá desvelando los detalles sino que un siglo después, actuará como un juego de espejos para dejar traslucir los sentimientos —amor, pasión, amistad— de los protagonistas que parecen condenados a revivir la misma pasión inútil representada en la pintura.
- Cuaderno de viaje, Finalista Premio Planeta (Planeta, 2000). Un escritor sin fortuna viaja en 1874 a la Sierra de Segura para cumplir el encargo, hecho por un pariente lejano, de que le escriba una falsa y hagiográfica biografía. De ese modo, el escritor entrará en relación con la familia Seisdedos y comenzará una tarea de la que no saldrá impune.
- Tras la mirada (Planeta, 2003). El amor adolescente de un publicista que llega a Córdoba a rodar un anuncio, con Góngora como protagonista, desencadena esta historia que gira sobre temas como la publicidad y el turismo, el deseo y la venganza.
- Palabras insensatas que tú comprenderás (Almuzara, 2012). Se trata de una novela que busca, más que un homenaje, una restitución a María Lejárraga, la mujer de Gregorio Martínez Sierra quién le vampirizó su obra literaria. Al hilo de la acción, protagonizada por Luisa Lasarte, una mujer actual cuya vida es paralela a la de Lejárraga, el escritor Scott Cover ayudará a Luisa a recuperar su propio protagonismo, robado por su marido, y, en ese empeño de restituir a Luisa su dignidad y alejarla del maltrato, se irá abriendo todo un muestrario de pasiones vividas a flor de piel: el amor y la impostura, la humillación, el miedo o la venganza.[5]
- El hoy es malo, pero el mañana es mío (Espasa, 2017). Una historia de amor y guerra que avanza hacia los años sesenta donde se anudan sus principales temas: la sobrevivencia de un anarquista vencido, obligado a mimetizarse con su entorno; el poder liberador del amor o el difícil aprendizaje adolescente de una nueva generación en una sociedad mutilada por la dictadura.[6]

### Ensayo
- Jaén, la frontera insomne (Fundación José Manuel Lara, 2007). Se trata de un ensayo novelado que levanta un fresco del arte, la literatura o la historia de la provincia de Jaén: un recorrido por un territorio hecho de fronteras, que avanza y retrocede en el tiempo, y se detiene en ese concepto de los continuos límites que formaron la provincia: desde las fronteras de los iberos a las que soñó San Juan de La Cruz, desde las que se abren con la batalla de Las Navas de Tolosa a las que encerraron a Antonio Machado en Baeza o a las que está levantando el aceite de oliva por los territorios más lejanos.[7][8]

### Poesía
- Corazón sin sueño (Editorial Juancaballos, 2020). Se trata de un libro excepcional en la obra de Compán, ya que es su único libro de poemas dentro de una larga dedicación a la novela, al relato y a otras formas de creación en prosa. Este libro viene a ser un compendio de toda la poesía escrita a lo largo de una vida de un modo intermitente, como si la poesía representase la excepción de lo subjetivo en la obra del autor y un lugar que, según ha declarado, donde se puede respirar aire puro tras huir del cemento de la ciudad.  Los poemas van sumando la reelaboración de la experiencia personal para tomar en conjunto el valor de una no premeditada autobiografía

### Periodismo
Salvador Compán ha colaborado habitualmente durante varios años en prensa como articulista de opinión —Diario de Sevilla, los periódicos del Grupo Joly y en el Diario Jaén—, ha publicado un gran número de artículos en revistas culturales y ha colaborado durante tres años con Jesús Vigorra en el programa El Público de Canal Sur Radio, con reflexiones sobre la Lengua. Asimismo ha hecho una versión radiofónica de El Quijote, que se emitió en 2016.